# Маелла
Маелла (итал. Maiella) — горный массив в Италии.
Высочайшая точка — гора Амаро (2793 м). Геологически массив относится к Центральным Апеннинам. Административно Маелла расположена в регионе Абруццо, в провинциях Кьети, Пескара и Л’Акуила.
На территории массива организован одноимённый национальный парк.